# Мертві клавіші
«Ме́ртві кла́віші», німі клавіші (англ. Dead keys) — клавіші на комп'ютерних клавіатурах або друкарських машинках, що дозволяють змінити вигляд наступного символу, що вводиться. На друкарських машинках натискання на німу клавішу ставить надрядковий символ, але не зрушує каретку на наступний символ. На комп'ютерах натискання німої клавіші змінює код наступного символу, що вводиться. Наприклад, послідовність ⌥ Option + `, e на Macintosh створює символ «è».
Введення за допомогою німих клавіш не слід плутати із застосуванням комбінованих діакритичних компонентів, складових, спільно з основною буквою, візуально один знак, але не мають одне знакомісце в таблиці кодів Юнікоду. В Юнікоді можливе комбінування будь-яких доступних діакритичних знаків майже з будь-яким символом.
В епоху застосування спочатку механічних, потім електричних і електронних, друкарських машинок такі клавіші називалися традиційно «німі клавіші». Як правило, це були машинки з латиницею, зі зрозумілих причин малопоширені в колишньому СРСР.